# Kieran Gibbs
Kieran James Ricardo Gibbs, född 26 september 1989 i Lambeth, London, är en engelsk före detta fotbollsspelare som spelade vänsterback. Han representerade det engelska landslaget mellan 2010 och 2015.

## Karriär
Kieran Gibbs började sin karriär i Wimbledon's akademi men gick sedan över till Arsenal efter att Wimbledon stängdes ner.
Gibbs har spelat både som vänsterytter, back och mittfält men spelar just nu i positionen vänsterback för West Bromwich Albion. Han fick ofta spela för Arsenals U18 lag och reservlagen vid ung ålder
Gibbs började sin professionella karriär 2007 genom att signera sitt första professionella kontrakt med Arsenal.
Den 30 augusti 2017 meddelade West Bromwich Albion att Gibbs skrivit på ett 4-årskontrakt med klubben. Den 23 mars 2021 värvades Gibbs av amerikanska Major League Soccer-klubben Inter Miami på ett kontrakt med start den 1 juli 2021.
Den 23 februari 2023, kom Gibbs och Miami överens om att riva hans kontrakt. Han gick därefter med i klubbens sändningsteam.

## Karriärstatistik

### Klubblag

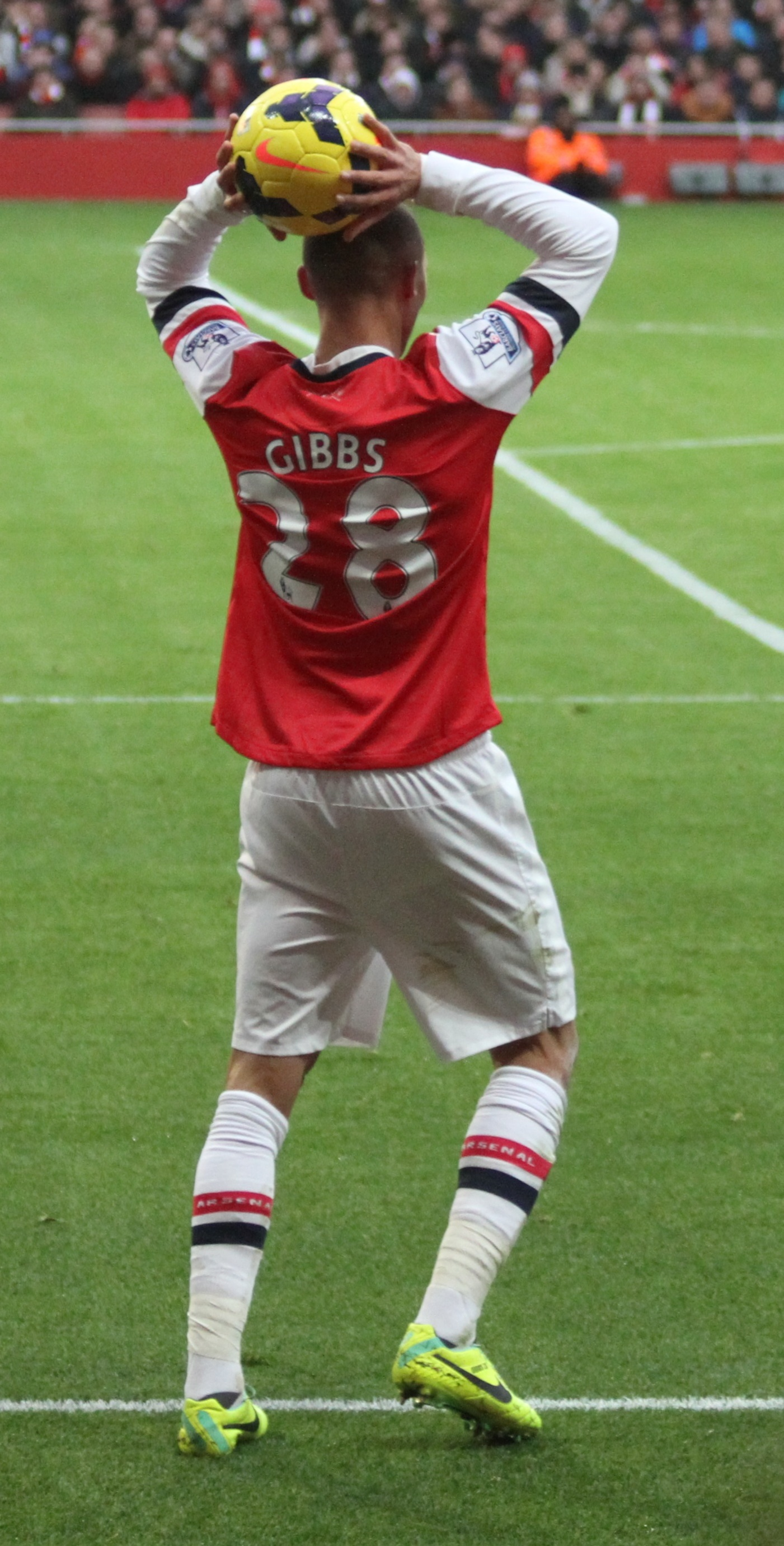
Gibbs spelandes för Arsenal 2013.

| Klubb                | Säsong             | Liga               | Liga    | Liga | FA-cupen | FA-cupen | Ligacupen | Ligacupen | Europaspel | Europaspel | Övrigt  | Övrigt | Totalt  | Totalt |
| Klubb                | Säsong             | Division           | Matcher | Mål  | Matcher  | Mål      | Matcher   | Mål       | Matcher    | Mål        | Matcher | Mål    | Matcher | Mål    |
| -------------------- | ------------------ | ------------------ | ------- | ---- | -------- | -------- | --------- | --------- | ---------- | ---------- | ------- | ------ | ------- | ------ |
| Arsenal              | 2006/2007          | Premier League     | 0       | 0    | 0        | 0        | 0         | 0         | 0          | 0          | —       | —      | 0       | 0      |
| Arsenal              | 2007/2008          | Premier League     | 0       | 0    | 0        | 0        | 2         | 0         | 0          | 0          | —       | —      | 2       | 0      |
| Arsenal              | 2008/2009          | Premier League     | 8       | 0    | 6        | 0        | 3         | 0         | 4          | 0          | —       | —      | 21      | 0      |
| Arsenal              | 2009/2010          | Premier League     | 3       | 0    | 0        | 0        | 2         | 0         | 2          | 0          | —       | —      | 7       | 0      |
| Arsenal              | 2010/2011          | Premier League     | 7       | 0    | 6        | 0        | 4         | 0         | 3          | 0          | —       | —      | 20      | 0      |
| Arsenal              | 2011/2012          | Premier League     | 16      | 1    | 0        | 0        | 1         | 1         | 5          | 0          | —       | —      | 22      | 2      |
| Arsenal              | 2012/2013          | Premier League     | 27      | 0    | 3        | 1        | 1         | 0         | 3          | 0          | —       | —      | 34      | 1      |
| Arsenal              | 2013/2014          | Premier League     | 28      | 0    | 5        | 0        | 0         | 0         | 8          | 1          | —       | —      | 41      | 1      |
| Arsenal              | 2014/2015          | Premier League     | 22      | 0    | 3        | 0        | 0         | 0         | 7          | 1          | 1       | 0      | 33      | 1      |
| Arsenal              | 2015/2016          | Premier League     | 15      | 1    | 5        | 0        | 2         | 0         | 5          | 0          | 1       | 0      | 28      | 1      |
| Arsenal              | 2016/2017          | Premier League     | 11      | 0    | 2        | 0        | 3         | 0         | 6          | 0          | —       | —      | 22      | 0      |
| Arsenal              | 2017/2018          | Premier League     | 0       | 0    | —        | —        | —         | —         | —          | —          | 0       | 0      | 0       | 0      |
| Arsenal              | Totalt             | Totalt             | 137     | 2    | 30       | 1        | 18        | 1         | 43         | 2          | 2       | 0      | 230     | 6      |
| Norwich City (lån)   | 2007/2008          | Championship       | 7       | 0    | —        | —        | —         | —         | —          | —          | —       | —      | 7       | 0      |
| West Bromwich Albion | 2017/2018          | Premier League     | 33      | 0    | 2        | 0        | 1         | 0         | —          | —          | —       | —      | 36      | 0      |
| West Bromwich Albion | 2018/2019          | Championship       | 36      | 4    | 0        | 0        | 0         | 0         | —          | —          | 2       | 0      | 38      | 4      |
| West Bromwich Albion | 2019/2020          | Championship       | 14      | 1    | 1        | 0        | 0         | 0         | —          | —          | —       | —      | 15      | 1      |
| West Bromwich Albion | 2020/2021          | Premier League     | 10      | 0    | 1        | 0        | 0         | 0         | —          | —          | —       | —      | 11      | 0      |
| West Bromwich Albion | Totalt             | Totalt             | 93      | 5    | 4        | 0        | 1         | 0         | —          | —          | 2       | 0      | 100     | 5      |
| Totalt i karriären   | Totalt i karriären | Totalt i karriären | 237     | 7    | 35       | 1        | 19        | 1         | 43         | 2          | 4       | 0      | 338     | 11     |

1. 1 2 3 4 5 6 7 8 9  Matcher i Uefa Champions League.
2. 1 2  Matcher i FA Community Shield.
3. ↑  Matcher i uppflyttningskvalet.

### Landslag
| Landslag | År     | Matcher | Mål |
| -------- | ------ | ------- | --- |
| England  | 2010   | 2       | 0   |
| England  | 2013   | 1       | 0   |
| England  | 2014   | 3       | 0   |
| England  | 2015   | 4       | 0   |
| Totalt   | Totalt | 10      | 0   |

## Meriter
England U21
- U21-EM 2009: Andra plats
- FA-cupen 2014: Första plats